# メンスール・ムイジャ
メンスール・ムイジャ（Mensur Mujdža, 1984年3月28日 - ）は、クロアチア・ザグレブ出身のボスニア・ヘルツェゴビナ人サッカー選手。ポジションはディフェンダー。
兄は元サッカー選手のヤスミン・ムイジャ。

## 経歴

### クラブ
1994年にNKザグレブの下部組織に入団し、2004年にトップチームでデビューを果たした。2009年にドイツ・ブンデスリーガのSCフライブルクへ移籍。

### 代表
2004年から2006年にかけてU-21クロアチア代表に選出されていたが、ルーツをドボイに持つボスニア人であるため、2010年にボスニア・ヘルツェゴビナ代表の招集に応じ、同年8月10日のカタールとの親善試合で代表デビューした。

## 代表歴

### 出場大会
- ボスニア・ヘルツェゴビナ代表
  - 2014 FIFAワールドカップ

### 試合数
- 国際Aマッチ 37試合 0得点（2010年-2015年）[3]

| ボスニア・ヘルツェゴビナ代表 | 国際Aマッチ | 国際Aマッチ |
| 年                           | 出場        | 得点        |
| ---------------------------- | ----------- | ----------- |
| 2010                         | 4           | 0           |
| 2011                         | 8           | 0           |
| 2012                         | 6           | 0           |
| 2013                         | 3           | 0           |
| 2014                         | 9           | 0           |
| 2015                         | 7           | 0           |
| 通算                         | 37          | 0           |